# Ардан
Ардан (рум. Ardan) — село у повіті Бистриця-Несеуд в Румунії. Входить до складу комуни Шієу.
Село розташоване на відстані 308 км на північ від Бухареста, 17 км на південний схід від Бистриці, 86 км на схід від Клуж-Напоки.

## Населення
За даними перепису населення 2002 року у селі проживали 849 осіб, усі — румуни. Усі жителі села рідною мовою назвали румунську.